# Estat d'Aguascalientes
Aguascalientes (que en castellà vol dir aigües calentes, ja que hi ha deus termals a l'àrea) és un dels 31 estats que conformen Mèxic, i situat al centre d'aquest país. La capital de l'estat és la ciutat homònima Aguascalientes. Aguascalientes és un dels estats més petits de Mèxic, amb 5.680 km², que equivalen al 0,3 per cent de la superfície del país. Limita al nord, est i oest ab l'estat de Zacatecas i, al sud i a l'est, amb l'estat de Jalisco. L'estat està dividit en 11 municipis. Va ser incorporat a la federació el 1835, quan es va separar de l'estat de Zacatecas.
Aguascalientes va ser una regió minera molt important de l'època colonial de la Nova Espanya, en la producció de plata. Atès que té una posició estratègica al centre del país, a final del segle xix la capital es va convertir en un centre de transportació ferroviària, a mig camí entre la capital nacional i Monterrey, i d'aquesta ciutat cap a Guadalajara. Avui l'estat està experimentant un fort creixement industrial.
La ciutat d'Aguascalientes és seu de l'equip de futbol de primera divisió de la Lliga Mexicana, el "Necaxa", i d'un equip de beisbol professional (el qual és el segon esport més practicat a Mèxic, després del futbol), "Los Rieleros".

## Municipis
Els onze municipis de l'estat són:
- Aguascalientes
- Asientos
- Calvillo
- Cosío
- Jesús María
- Pabellón de Arteaga
- Rincón de Romos
- San José de Gracia
- Tepezalá
- San Francisco de los Romo
- El Llano